# Pierre Laurent (musicien)
Pour les articles homonymes, voir Pierre Laurent et Laurent.
Pierre Laurent [Laurens, Laurans] est un prêtre, compositeur, chantre et joueur de serpent et de cornet, actif à Paris et à Chartres au milieu du XVIIe siècle, mort vers septembre 1676.

## Biographie
Il est probablement le « Pierre Laurans », prêtre et musicien du roi qui est parrain de la fille d’un officier du roi le 8 janvier 1638 ?
Le 30 avril 1646, il habitait quai de la Mégisserie et était chantre ordinaire de la chapelle du roi.
Entre mars 1652 et avril 1653, Pierre Laurent assure l’intérim de la charge de maître de chapelle de la cathédrale Notre-Dame de Chartres, entre les exercices de Pierre Robert et  de Valentin de Bournonville. Il aurait composé à ce moment de la musique pour les célébrations de Pâques.
Le 11 janvier 1665, il est dit prêtre ordinaire en la chapelle de musique du roi, demeurant à Paris rue de Harlay (paroisse Saint-Barthélemy) et fait une donation à son neveu Simon Laurent, prêtre et curé  de Thivars, diocèse de Chartres. Un an plus tard, le 2 janvier 1666, il fait une donation à sa servante Louise de La Porte.
C’est à cette époque qu’il apparait dans les comptes de la maison du roi, lors des deux semestres de 1664, parmi les chantres de la chapelle, aux gages de 450 lt par semestre. Ces comptes mentionnent que, le 4 septembre 1676, son office de joueur de serpent à la chapelle royale est transmis à Claude Ferrière [Ferrier], du fait de son décès. Une reconstitution plus large du personnel de la chapelle royale montre qu’il a été joueur de cornet entre 1664 et 1668 et entre 1670 et 1676.
Outre sa carrière à la chapelle du roi, Pierre Laurent était chanoine de la cathédrale de Chartres, mais la date de son accession à ce bénéfice n’est pas connue (il est mentionné comme tel au titre de sa messe en 1659). Il a signé une transaction avec le chapitre de la cathédrale à propos du paiement de sa prébende.

## Œuvres
- Missa quatuor vocum ad imitationem moduli Regina cæli, authore M. Petro Laurentio sacerdote, canonico eccl. carnutentis et cantore sacelli et musicæ regiæ[10]. - Paris : Robert III Ballard, 1659. In-folio. Guillo 2003 n° 1659-N.

Édition perdue, dont l'existence est attestée par les catalogues de la maison Ballard et par les notes de Sébastien de Brossard.